# 苏尔斯
苏尔斯（法語：Soulce，法語發音：[suls]）是瑞士汝拉州的旧市镇，位於該國西北部，面積14.68平方公里，海拔高度605米，2011年人口233，七成人口信奉羅馬天主教，人口密度每平方公里16人。